# 4 maskerade män
4 maskerade män är en amerikansk kriminalfilm och film noir från 1952 i regi av Phil Karlson. Filmen handlar om en före detta kriminell man som blir oskyldigt misstänkt för ett rån. Han tar sedan upp jakten på de som försökt sätta dit honom, vilket för honom till Mexiko.

## Rollista
- John Payne – Joe Rolfe
- Coleen Gray – Helen Foster
- Preston Foster – Tim Foster
- Neville Brand – Boyd Kane
- Lee Van Cleef – Tony Romano
- Jack Elam – Pete Harris
- Dona Drake – Teresa
- Howard Negely – Andrews
- Carleton Young – Martin